# Leon Bailey
Leon Bailey Butler (Kingston, 9 de agosto de 1997) é um futebolista jamaicano que atua como ponta. Atualmente joga pela Roma, emprestado pelo  Aston Villa.

## Carreira

### Genk
Em 12 de agosto de 2015, Leon Bailey assinou o seu primeiro contrato profissional com o Genk, com uma duração de três temporadas. Estreou em 21 de agosto de 2015, na derrota por 3–1 contra o Sint-Truiden pela quinta rodada da Jupiler Pro League.
Em 23 de novembro de 2015, marcou seu primeiro gol pelo Genk na vitória por 5–2 sobre o Dessel Sport pela Copa da Bélgica.

### Bayer Leverkusen
Em 31 de janeiro de 2017, Leon Bailey assinou com o Bayer Leverkusen, em um contrato com duração de cinco anos.

## Seleção Jamaicana
Bailey jogou em um amistoso pela Jamaica sub-23 em 8 de março de 2015 contra as Ilhas Cayman, marcou um gol de falta, vencendo por 4–0.

## Estatísticas
Atualizado até 17 de abril de 2018

### Clubes
| Equipe            | Temporada         | Campeonato nacional | Campeonato nacional | Campeonato nacional | Copa nacional | Copa nacional | Copa nacional | Competições continentais | Competições continentais | Competições continentais | Total | Total | Total   |
| Equipe            | Temporada         | Jogos               | Gols                | Assist.             | Jogos         | Gols          | Assist.       | Jogos                    | Gols                     | Assist.                  | Jogos | Gols  | Assist. |
| ----------------- | ----------------- | ------------------- | ------------------- | ------------------- | ------------- | ------------- | ------------- | ------------------------ | ------------------------ | ------------------------ | ----- | ----- | ------- |
| Genk              | 2015–16           | 37                  | 6                   | 10                  | 5             | 1             | 1             | –                        | –                        | –                        | 42    | 7     | 11      |
| Genk              | 2016–17           | 19                  | 2                   | 6                   | 4             | 0             | 1             | 12                       | 7                        | 3                        | 35    | 9     | 10      |
| Genk              | Total             | 56                  | 8                   | 16                  | 9             | 1             | 2             | 12                       | 7                        | 3                        | 77    | 16    | 21      |
| Bayer Leverkusen  | 2016–17           | 8                   | 0                   | 1                   | 0             | 0             | 0             | 2                        | –                        | –                        | 10    | 0     | 1       |
| Bayer Leverkusen  | 2017–18           | 26                  | 9                   | 6                   | 4             | 3             | 0             | –                        | –                        | –                        | 30    | 12    | 6       |
| Bayer Leverkusen  | 2018–19           | 29                  | 5                   | 2                   | 2             | 0             | 0             | 8                        | 0                        | 3                        | 39    | 5     | 5       |
| Bayer Leverkusen  | 2019–20           | 22                  | 5                   | 3                   | 3             | 1             | 0             | 8                        | 1                        | 0                        | 33    | 7     | 3       |
| Bayer Leverkusen  | 2020–21           | 30                  | 9                   | 9                   | 2             | 1             | 0             | 8                        | 5                        | 2                        | 40    | 15    | 11      |
| Bayer Leverkusen  | Total             | 115                 | 28                  | 21                  | 11            | 5             | 0             | 26                       | 6                        | 5                        | 152   | 40    | 26      |
| Total na carreira | Total na carreira | 171                 | 36                  | 37                  | 20            | 6             | 2             | 38                       | 13                       | 8                        | 229   | 56    | 47      |

## Títulos

### Prêmios individuais
- Jovem Futebolista Profissional do Ano: 2015–16[carece de fontes?]
- 50 jovens promessas do futebol mundial de 2016 (La Gazzetta dello Sport)[7]
- 51º melhor jogador sub-21 de 2016 (FourFourTwo)[8]